# Victoire du titre le plus streamé
La Victoire du titre le plus streamé est une récompense musicale française décernée annuellement lors des Victoires de la musique à partir de 2021.
Cette récompense n'est pas décerné par un vote d'un collège de professionnels mais attribué par l'académie selon le nombre d'écoute sur les plateformes durant une année (en 2021, entre le 1er décembre 2019 et le 30 novembre 2020). Il n'y a pas de nommés puisque le titre est donc connu avant la cérémonie.

## Palmarès
- 2021 : Ne reviens pas , Gradur feat. Heuss l'Enfoiré (101 060 557 de streams[2])